# ليمبورغرهوف
ليمبورغرهوف هي بلدية تقع في دائرة راين بفالتس في ولاية راينلاند بالاتينات في ألمانيا، على بعد 7 كم جنوب غرب لودفيغسهافن.
وهي معروفة في المنطقة بسبب مركز الكيماويات الزراعية التابع لأكبر شركة كيماويات في العالم باسف BASF، والتي يقع مقرها الرئيسي في لودفيغسهافن.
تأسست القرية التي يبلغ عدد سكانها حوالي 10000 نسمة في عام 1930.